# Basilique Saint-Joseph-Oriol de Barcelone
La basilique Saint-Joseph-Oriol est une église catholique située dans le quartier de l'Eixample à Barcelone.

## Histoire
Le projet de l'église a été annoncé en 1907 par le cardinal Casañas, pour ériger un temple consacré à saint José Oriol, avant sa future canonisation, qui a eu lieu en 1909. La construction a débuté en 1915, œuvre de l'architecte Enric Sagnier i Villavecchia, et a été inaugurée officiellement en 1926, bien que les travaux du campanile et de la façade aient été  complétés jusqu'en 1930 ; les travaux ont été terminés par Josep Maria Sagnier i Vidal, fils d'Enric. Le 23 mars 1931, fête de San José Oriol, l'édifice a été consacré par l'évêque de Barcelone Manuel Irurita,.
Le 15 mai 1936 l'église a reçu le titre de basilique mineure, accordé par le pape Pie XI. Elle était la cinquième église de Barcelone à avoir obtenu ce titre.
L'église a été incendiée en juillet 1936, et a été reconstruite une fois la guerre civile espagnole achevée. La reconstruction a été lente, durant  quelque douze années. En 1965 ont été célébrées pour la première fois des messes en catalan. En 1982 les deux campaniles sont restaurés.

## Le bâtiment
L'église a un plan à trois nefs et une croisée. La façade, avec deux tours jumelles, est d'aspect Renaissance.
Outre l'église, l'ensemble comprenait également un théâtre et quelques écoles.

## Source de traduction
- (es) Cet article est partiellement ou en totalité issu de l’article de Wikipédia en espagnol intitulé « Basílica de la Merced (Barcelona) » (voir la liste des auteurs).